# Matías Succar
Juan Matías Succar Cañote (Lima, 16 febbraio 1999) è un calciatore peruviano, attaccante del Carlos A. Mannucci.

## Biografia
È il fratello minore di Alex Succar, a sua volta calciatore.